# Ljusdal
Ljusdal es una localidad sueca, sede del municipio homónimo, en la provincia de Gävleborg y la provincia histórica de Hälsingland. Tenía una población de 7125 habitantes en 2023, en un área de 7,72 km². Se encuentra localizada a orillas del río Ljusnan, unos 50 kilómetros al oeste de Hudiksvall.

## Demografía
| 1434                                                | 5374 | 5896 | 6489 | 7075 | 6950 | 6852 | 6347 | 6149 | 6100 | 6230 | 7259 |
| (Fuente: Oficina Central de Estadísticas de Suecia) |      |      |      |      |      |      |      |      |      |      |      |